# Кримскотатарски език
Кримскотатарският език, кримскотурски (Qırımtatarca, Qırımtatar tili), или както кримските татари в Добруджа го наричат, татарски език (Tatarşa, Tatar tĭlĭ/Tatar tili) е тюркски език, който е майчин за около 300 000 души.
Голяма част от тях живеят в Узбекистан, където са насилствено преселени през 1944 г. от съветските власти, но от 1990-те години известен брой кримски татари се връщат в Крим. Езикът се говори и от около 21 000 души в Румъния и 6000 души в България, главно в Добруджа.

## История
Трите кримско-татарски диалекта са се оформили през Средновековието въз основа на къпчакските и огузките говори на тюркоезичното население на Крим. Големите разлики между диалектите са следствие от сложния етнически произход на кримските татари, които са смесица от тюркски и нетюркски народи.
Съвременният кримско-татарски език възниква в края на 19 век покрай дейността на просветителя Исмаил Гаспрински. Неговата дейност дава възможност на кримско-татарската култура да се възроди след вековете на упадък, последвали включването на Крим в състава на Руската империя. Гаспрински фактически създава книжовния кримско-татарски език, който за разлика от съвременния се базира на южния огузки диалект.
През 1928 г. проведената в Крим лингвистична конференция взима решение за създаване на нов книжовен език въз основа на централния диалект, защото именно той е най-разпространен и е еднакво разбираем за останалите два диалекта. Именно този втори книжовен език, чиято кодификация започва през 1920-те години, се използва най-общо казано.

## Оспорвана принадлежност
Традиционно кримско-татарският език е включван в къпчакско-половецката подгрупа на къпчакските езици, в която са също и карачаево-балкарският, кумикският и караимският език. Централният диалект, който оформя съвременния книжовен език, заема междинно положение между къпчакските и огузките езици и затова такава класификация не е съвсем правилна.

## Диалекти
- Южният (ялъбойски) диалект принадлежи към огузкия клон и е много близък до турския, като се различава от литературния турски не повече, отколкото някои чисто турски диалекти. Сред особеностите на този диалект са и значителният брой гръцки и италиански заемки.

- Степният (северен, ногайски) диалект, на който говорят ногаите, принадлежи към къпчакската група и е сроден с карачаево-балкарския, ногайския и кумикския език. На степния диалект говорят кримските татари в Румъния и България и мнозинството от кримските татари в Турция.

- Най-разпространеният, централен или татски диалект, на който говорят в планинската и предпланинската част на полуострова, е междинен. Той има както къпчакски, така и огузки черти и на тяхна основа се създава съвременният книжовен кримско-татарски език. Независимо от съществената прилика с огузките езици, централният диалект е пряк продължител на куманския език, говорен на полуострова през 14 век (на него е написан Куманският кодекс (Codex Cumanicus)).

## Писменост
До 1928 г. кримско-татарският език използва арабската азбука, от 1928 до 1939 г. – латинската „нова тюркска азбука“, известна още като Яналиф, а от 1939 г. – кирилицата.
От 1990-те години се осъществява постепенен преход към латинска азбука, утвърдена с постановление на Върховния съвет на Крим от 1997 г. Тази азбука е различна от използваната през 1930-те години и представлява всъщност турската латиница с прибавка на 2 допълнителни букви – Q и Ñ.
Използват се както кирилицата, така и латиницата. Трябва да се отбележи, че в интернет се използва почти изключително латиница, а в печата – предимно кирилица.
Латиница (от 1992):
| A a | B b | C c | Ç ç | D d | E e | F f | G g |
| Ğ ğ | H h | I ı | İ i | J j | K k | L l | M m |
| N n | Ñ ñ | O o | Ö ö | P p | Q q | R r | S s |
| Ş ş | T t | U u | Ü ü | V v | Y y | Z z |     |

- Татари в Румъния използват също буквите Ĭ ĭ и W w[1]

Кирилица (от 1938):
| А а | Б б   | В в | Г г | Гъ гъ | Д д   | Е е | Ё ё |
| Ж ж | З з   | И и | Й й | К к   | Къ къ | Л л | М м |
| Н н | Нъ нъ | О о | П п | Р р   | С с   | Т т | У у |
| Ф ф | Х х   | Ц ц | Ч ч | Дж дж | Ш ш   | Щ щ | Ъ ъ |
| Ы ы | Ь ь   | Э э | Ю ю | Я я   |       |     |     |

## Произношение
Правилата за четене не са много сложни. Буквите [a], [b], [d], [f], [h], [m], [n], [o], [p], [r], [s], [t], [u], [v], [z] се четат както българските [а], [б], [д], [ф], [х], [м], [н], [о], [п], [р], [с], [т], [у], [в], [з]. Буквата "Ъ" е част от кирилските диграфи. При останалите важат следните правила:
| Латиница (от 1992) | Кирилица | IPA        | Забележка               |
| ------------------ | -------- | ---------- | ----------------------- |
| А а                | А а      | /a/        |                         |
| â                  | я        | /ʲa/, /ja/ |                         |
| B b                | Б б      | /b/        |                         |
| C c                | Дж дж    | /ʤ/        | [дж] (както в джудже).  |
| Ç ç                | Ч ч      | /ʧ/        |                         |
| D d                | Д д      | /d/        |                         |
| E e                | Э э, е   | /e/        |                         |
| F f                | Ф ф      | /f/        |                         |
| G g                | Г г      | /g/        |                         |
| Ğ ğ                | Гъ гъ    | /ɣ/        | украинско [г].          |
| H h                | Х х      | /x/        |                         |
| I ı                | Ы ы      | /ɯ/        |                         |
| İ i                | И и      | /i/        |                         |
| J j                | Ж ж      | /j/        |                         |
| K k                | К к      | /k/        |                         |
| L l                | Л л      | /l/        |                         |
| M m                | М м      | /m/        |                         |
| N n                | Н н      | /n/        |                         |
| Ñ ñ                | Нъ нъ    | /ŋ/        | английското [ŋ] в sing. |
| O o                | О о      | /o/        |                         |
| Ö ö                | Ё ё      | /ø/, /jo/  | турско [ö].             |
| P p                | П п      | /p/        |                         |
| Q q                | Къ къ    | /q/        |                         |
| R r                | Р р      | /r/        |                         |
| S s                | С с      | /s/        |                         |
| Ş ş                | Ш ш      | /ʃ/        |                         |
| T t                | Т т      | /t/        |                         |
| U u                | У у      | /u/        |                         |
| Ü ü                | ю        | /y/, /ju/  | турско [ü].             |
| V v                | В в      | /v/, /w/   |                         |
| Y y                | Й й      | /j/        |                         |
| Z z                | З з      | /z/        |                         |
| ts                 | Ц ц      | /ʦ/        |                         |
| şç                 | Щ щ      | /ɕ/        |                         |
| -                  | Ь ь      | -          |                         |
| -                  | Ъ ъ      | -          |                         |